# くるリン

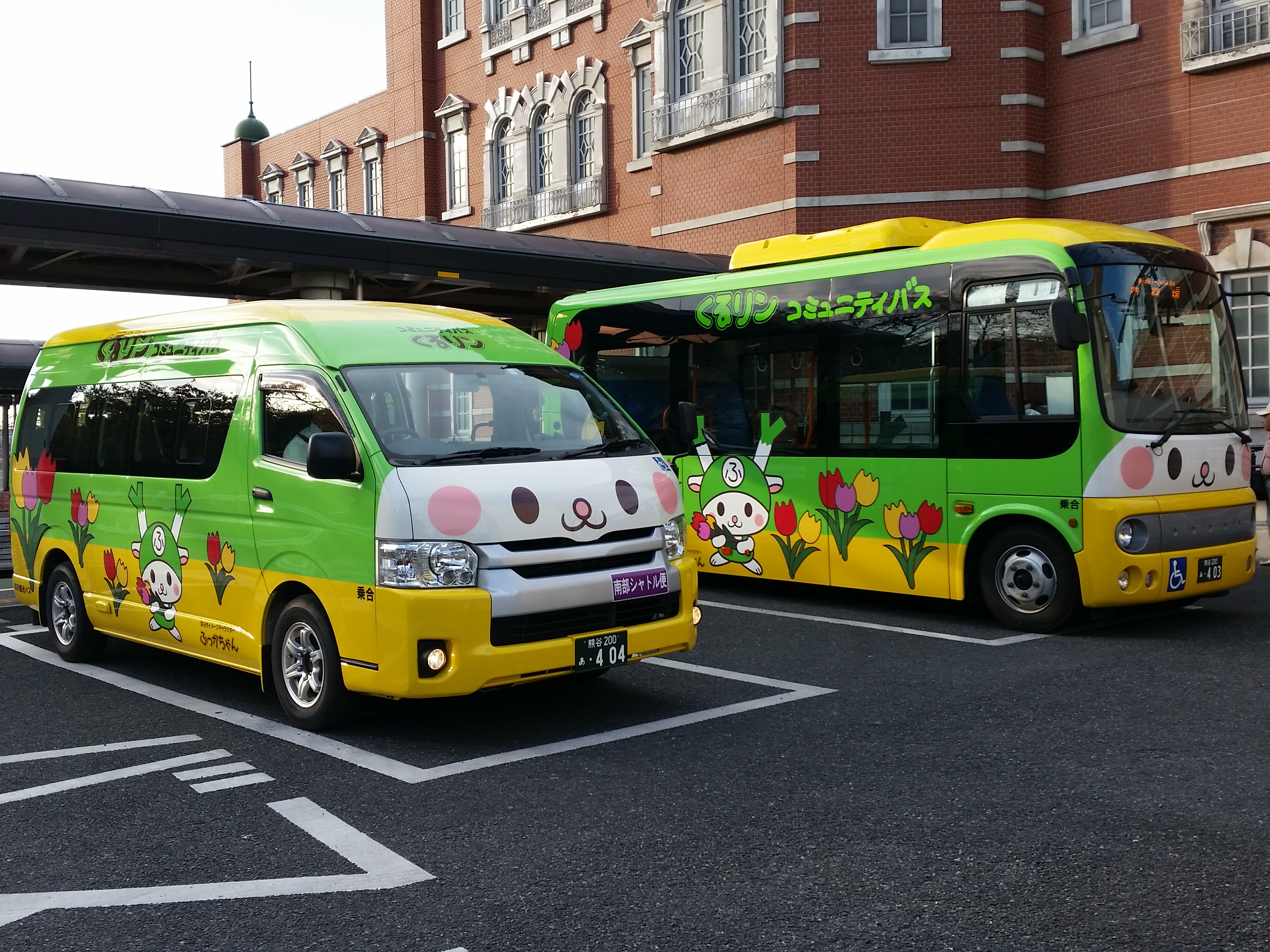
くるリン専用車両
協同バスの車両
「ふっかちゃん」ラッピングバス

くるリンは、埼玉県深谷市が運行するコミュニティバスの愛称。市ではコミュニティバス「くるリン」と案内している。1997年（平成9年）7月にコミュニティバスの試験運行を開始。2000年（平成12年）より本格運行を開始した。JR高崎線深谷駅を発着する「定時定期便」（定期路線バス）と、事前予約型のデマンドバスの2種類が存在する。
2015年4月1日からは定時定期便は4路線、デマンドバスは5路線を運行し、花園観光バスが運行受託している。過去には関東自動車、協同バス、深谷タクシーも運行受託していた。
2025年4月1日からは、定時定期便の北部シャトルについてを再編の上、運行事業者を深谷観光バスに変更（他路線は花園観光のまま）。

## 概要
2000年（平成12年）より本格運行へ移行し、その際にコミュニティバスの愛称とキャラクターを公募した。愛称は市内の中学2年生が応募した「くるリン」が選ばれた。「市内を循環するバスをイメージし、小さい子からお年寄りまで親しみを持ってもらえ、音の響きが良い」という理由で採用された。またバスのキャラクターは、市の花チューリップを図案化した「ふーりっぷファミリー」が選定された。市内の中学3年生が応募した作品で、子供からお年寄りまで楽しく利用してもらいたいとの願いを込めて、5輪のチューリップを家族に見立て、父母と子供と祖父母が並んだイラストであった。
三菱ふそう・ローザには「ふーりっぷファミリー」と市の公認ゆるキャラ「ふっかちゃん」がラッピングされていた。また、関東自動車の専用車両であった三菱ふそう・エアロミディMEにも「ふーりっぷファミリー」が描かれていた。
2010年4月1日、岡部・川本・花園地区の循環路線は事前予約制の乗合タクシーへ移行し、定時定路線（定期路線バス）として運行する路線が7路線、乗合タクシーとして運行する路線（事前予約型路線）が6路線となった。
2015年4月1日の路線再編までは、定時定路線は花園観光バス、事前予約型路線は深谷タクシーへ委託されており、事前予約型路線では乗客4人乗りのセダン車両が使用されていた。
2015年4月1日に路線再編を行い「くるリン」の新運行がスタートした。定時定路線（定期路線バス）を4路線とし、事前予約型路線をデマンドバスとして市内全域に運行エリアを拡大した。路線再編に伴い同日より運行委託事業者を変更し、定時定路線は花園観光バスから協同バスへ、事前予約型路線は深谷タクシーから花園観光バスへそれぞれ変更された。またバス車体とバス停のデザインもリニューアルされ、ふっかちゃんラッピングバスとなり、くるリンのバス停にもふっかちゃんが描かれるようになった。
2020年4月1日に路線再編を行い、運行体制を見直し、コースや時刻・運賃を変更した。同時に運行委託事業者を再度変更し、定時定路線・事前予約路線ともに花園観光バスによる運行へ統一された。
2025年4月1日、北部シャトル便を再編し、「北部シャトル便＋(プラス)周遊便」とし、コースおよび時刻を変更、同時に北部シャトルのみ深谷観光バスが運行する。

## 運行内容
運行内容・路線の詳細は、深谷市公式サイト「コミュニティバス『くるリン』利用案内」を参照。
定時定期便・デマンド交通とも、年末年始（12月29日 - 翌年1月3日）を除く毎日運行。デマンド交通は電話またはインターネットで乗車予約して利用する。
運賃は小学生以上、定時定路線の2km未満で100円、それ以外（2km以上、デマンド交通は距離問わず）は200円（後払い、未就学児は無料）。専用定期券（1ヶ月・3ヶ月）、専用回数券（11枚綴り）も発売されている。
2020年3月31日まで乗車時に一日乗車券が発行され、発行当日は乗り放題となっていたが、一乗車毎の支払いとなった。同じく、民営の鉄道と一般路線バスへの乗継制度もあり、くるリンと武蔵観光・国際十王交通（当時）の一般路線バス、秩父鉄道を乗り継ぐ場合、バス乗務員や駅係員に申し出ることで乗継券が発行され運賃が100円割引となっていたが、合わせて廃止された。
障害者割引として3種の障害者手帳を提示することで、本人と介助者1名まで運賃が半額となる（2020年3月31日までは障害者手帳所持者を対象に「障害者割引登録証」も発行し、その提示が必要だったが、手帳原本提示に変更された。また運転免許を自主返納した高齢者に対しても運賃半額制度がある。

## 現行路線

### 定時定路線
北部のみ深谷観光バス、それ以外は花園観光バス。
- 1. 北部シャトル便＋周遊便
  - 深谷駅北口 - 深谷市役所東入口 - 深谷市民文化会館前 - 戸森(北) - 渋沢栄一記念館 - 旧渋沢邸「中の家」 1日4往復
  - 深谷駅北口 - 深谷市役所東入口 - 深谷市民文化会館前 - 深谷中央病院前 - ホフマン輪窯 - 深谷大里看護専門学校 1日4往復
  - （周遊便）深谷駅北口 → 深谷市役所東入口 → 深谷市民文化会館前 → 戸森(北) → 渋沢栄一記念館 → 旧渋沢邸「中の家」（ここでは10分強停車し、便を区切る） → 上武大橋南 →深谷大里看護専門学校 → ホフマン輪窯 → 明戸西部(2) → 戸森(北) → 渋沢栄一記念館 → 旧渋沢邸「中の家」 → 上武大橋南 →深谷大里看護専門学校 → ホフマン輪窯 → 明戸西部(2) → 深谷中央病院前 → 深谷市民文化会館会館前 →深谷市役所東入口 → 深谷駅北口 1日2便。埼玉工業大学との連携による自動運転（当面Lv2、目標Lv4）[5]

- 2. 東部シャトル便
  - 深谷駅北口 - 埼玉グランドホテル前 - 国済寺 - 諏訪神社（西） - アリオ深谷 - 深谷赤十字病院 - 緑ヶ丘 - 桜ヶ丘 - 深谷駅南口
1日10往復

- 3. 西部シャトル便
  - 深谷駅南口 - 桜ヶ丘小学校（北） - 上野台八幡台 - くれよんかん - 普済寺 - 岡部小学校前 - 岡部駅

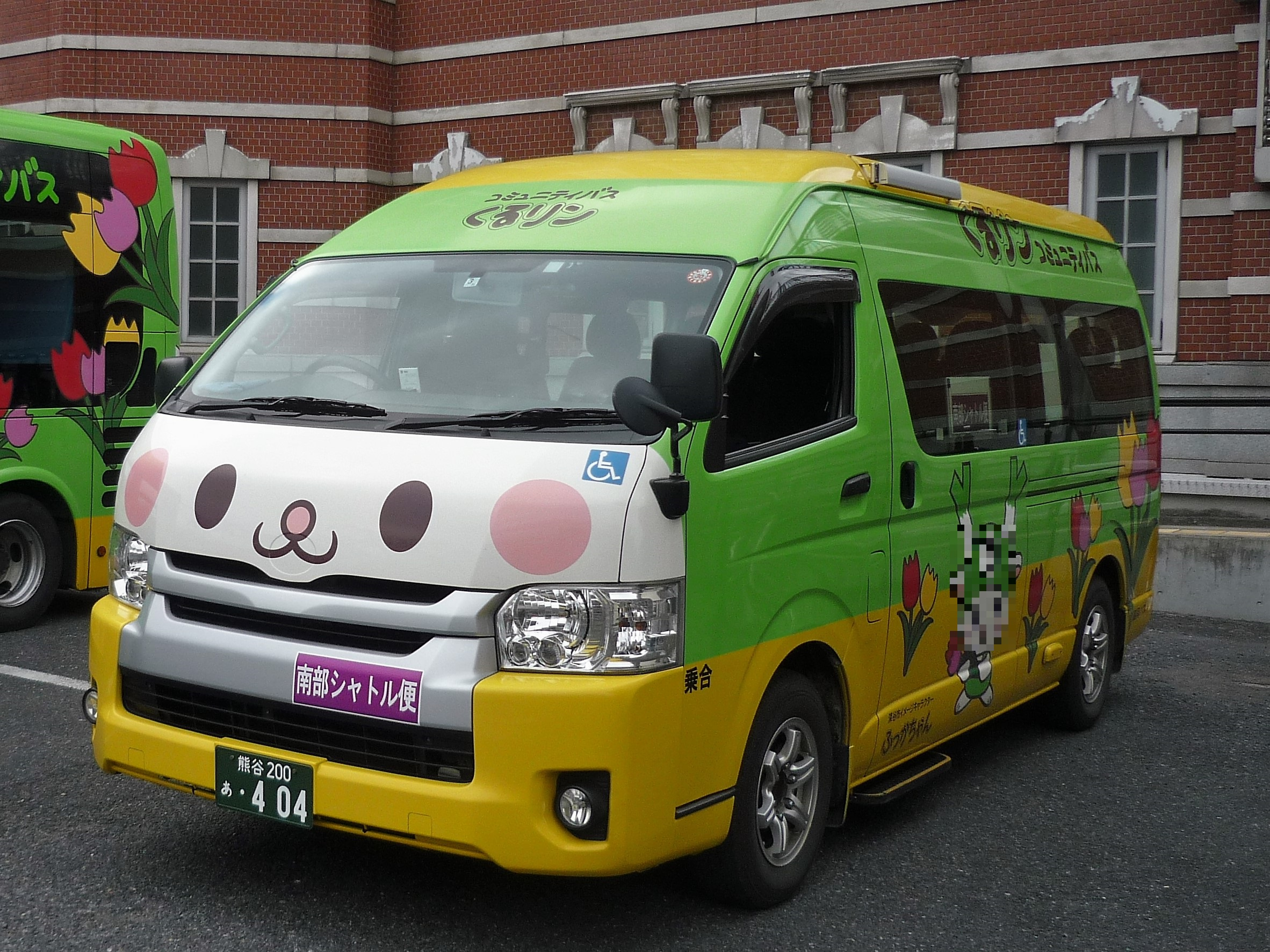
南部シャトル便 協同バスの車両 トヨタ・ハイエース
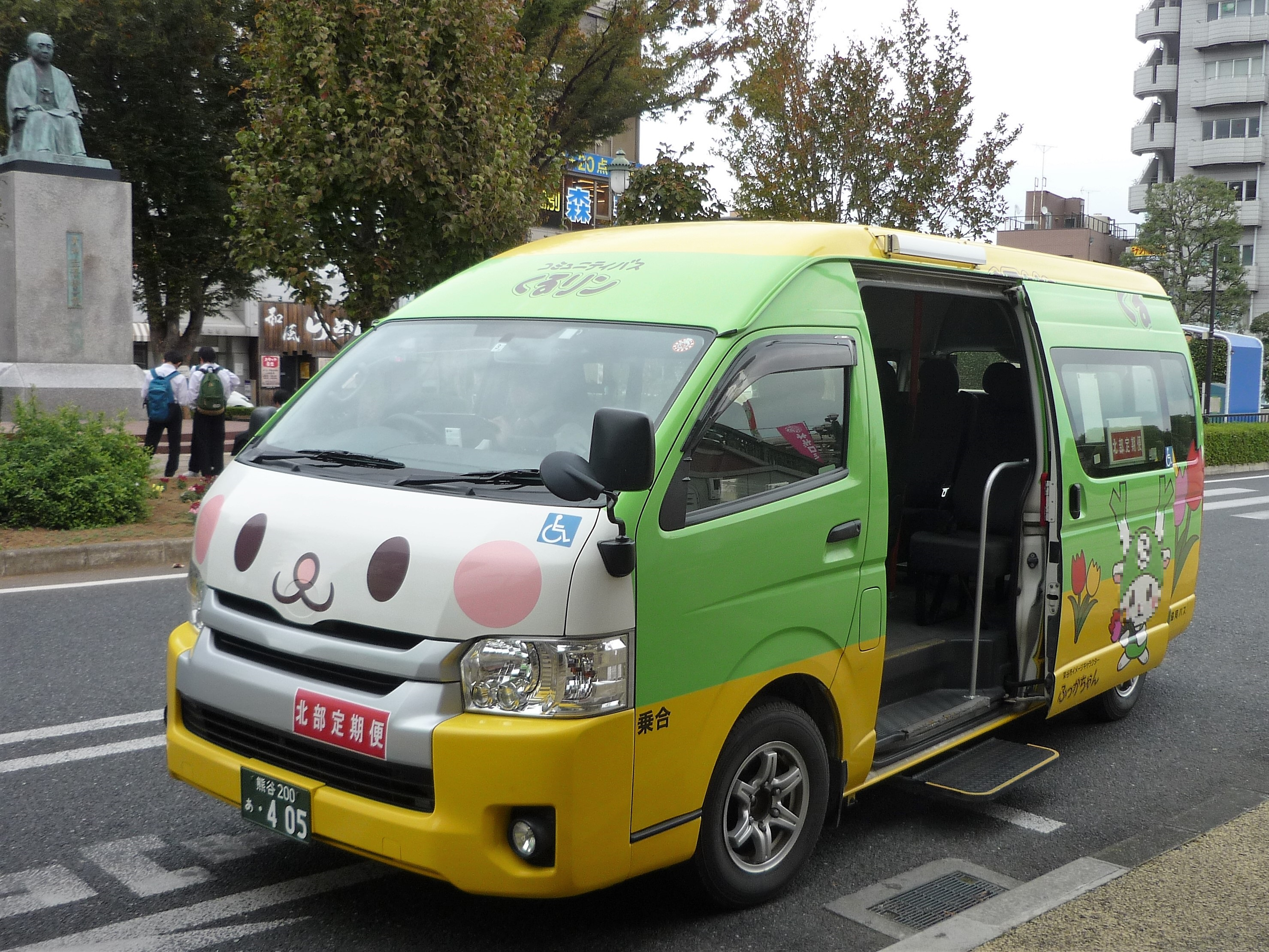
北部定期便 協同バスの車両 トヨタ・ハイエース
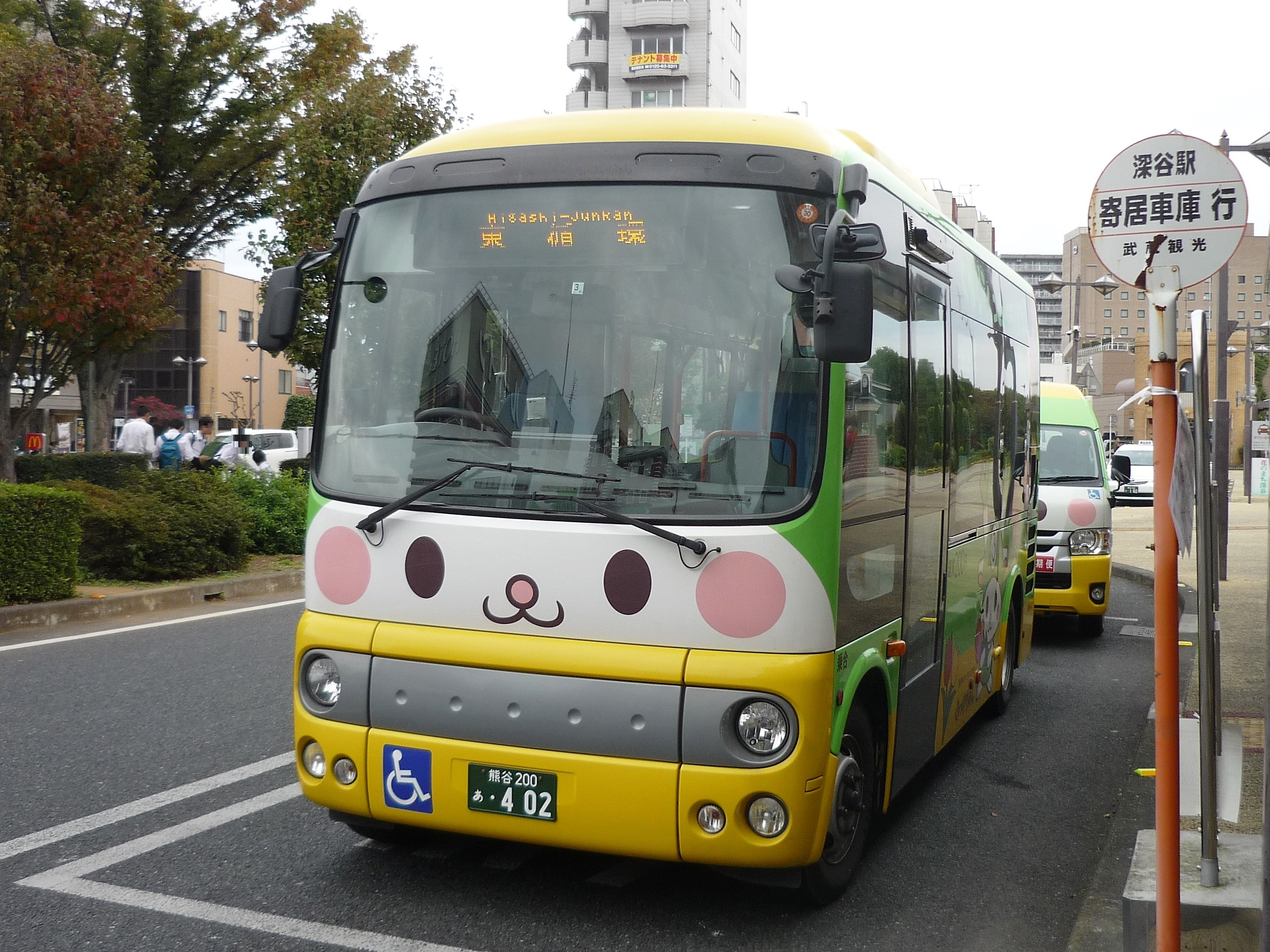
東循環便 協同バスの車両 日野・ポンチョ
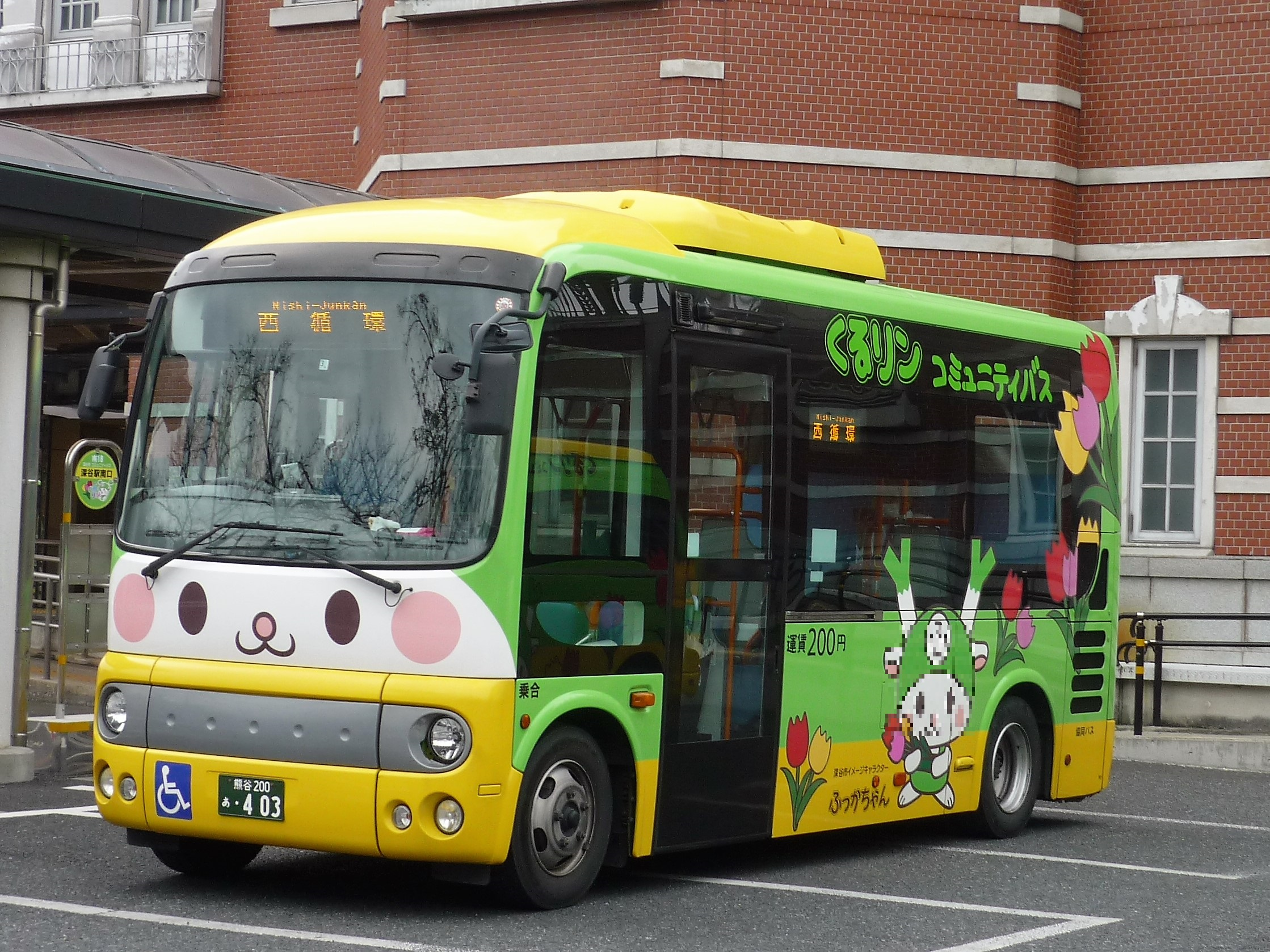
西循環便 協同バスの車両 日野・ポンチョ

1日10往復

- 4. 南部シャトル便
  - 武川駅北口 - 沢口公園（東） - 境（南） - 人見第4 - 藤沢公民館 - 上野台大台 - 桜ヶ丘小学校（南） - 深谷駅南口
1日10往復

### デマンドバス
- 5. 北部デマンド
- 6. 南部デマンド
- 7. 岡部デマンド
- 8. 川本デマンド
- 9. 花園デマンド

## 過去の路線

### 運行路線（2020年再編前）

#### 定時定路線
- 1. 北部定期便
  - 深谷駅北口 - 深谷市役所 - 深谷中央病院前 - 明戸西部 - 新井郵便局前 - 福寿荘 - せきね商店前 - JA豊里支店前 - 豊里中学校前 - 渋沢栄一記念館 - 大寄公民館 - 深谷警察署前 - 図書館前 - 東和銀行前 - 深谷駅北口

- 2. 東循環便
  - 深谷駅北口 - 深谷赤十字病院 - アリオ深谷 - 柴崎公園前 - スーパービバホーム前 - 東方町5丁目 - 幡羅小学校前 - JA幡羅支店前 - 常盤公園（北） - 深谷商業高校前 - 東和銀行前 - 深谷駅北口

- 3. 西循環便
  - 深谷駅南口 - 桜ヶ丘小学校（西） - 南公民館 - 宿根市営住宅入口 - 萱場（北） - 深谷市役所 - 深谷駅北口 - 桜ヶ丘病院前 - 諏訪神社（西） - アリオ深谷 - 深谷赤十字病院 - 秋元町（南） - 桜ヶ丘 - 深谷駅南口

- 4. 南部シャトル便
  - 深谷駅南口 - 桜ヶ丘小学校（南） - 仙元荘 - 藤沢公民館 - 人見第4 - 境（南） - 沢口公園（東） - 武川駅北口

- 南部シャトル便
協同バスの車両
トヨタ・ハイエース
- 北部定期便
協同バスの車両
トヨタ・ハイエース
- 東循環便
協同バスの車両
日野・ポンチョ
- 西循環便
協同バスの車両
日野・ポンチョ

#### デマンドバス
- 5. 北部デマンド
- 6. 南部デマンド
- 7. 岡部デマンド
- 8. 川本デマンド
- 9. 花園デマンド

### 運行路線（2015年再編前）

#### 定時定路線
- 1. 深谷 北コース東循環
  - 市役所 - 深谷駅 - 稲荷町2丁目 - 常盤町 - 東方町1丁目 - 新井東部 - 明戸公民館前 - 江原西部 - 福寿荘 - 明戸西部2 - 稲荷町2丁目 - 深谷駅 - 市役所
→方向が左回り、←方向が右回り

- 2. 深谷 南コース東循環
  - 市役所 - 深谷駅 - 深谷日赤前 - 上柴町東6丁目 - 光厳寺 - 人見第1 - 仙元荘 - 上折之口2 - 中折之口 - 上柴町東6丁目 - 柴崎公園前 - 幡羅町 - 東方町1丁目 - 国済寺 - 稲荷町2丁目 - 深谷駅 - 市役所
→方向が左回り、←方向が右回り

- 3. 深谷 北コース西循環
  - 深谷駅 - （市役所 / 城址公園前） - 戸森 - 明戸西部2 - 福寿荘 - 豊里公民館入口 - 上武大橋南 - 栄一記念館入口 - 矢島 - 誠之堂・清風亭 - 深谷中学校（北） - 谷之自治会館 - 市役所 - （城址公園前） - 深谷駅
→方向が左回り、←方向が右回り
1つ目の市役所は左回りのみ停車、1つ目の城址公園前は右回りのみ停車、2つ目の城址公園前は左回りのみ停車。

- 4. 深谷 南コース西循環
  - 深谷駅 - 市役所 - 農林振興センター前 - 宿根市営住宅・南公民館入口 - グリーンパーク - 花植木センター前 - 大谷第4 - ふじさわ苑前 - 仙元荘 - 桜ヶ丘小学校前 - 深谷駅
→方向が左回り、←方向が右回り

- 5. 岡部シャトル便（17号経由）
  - 市役所 - （深谷駅） - 萱場（北） - 岡部公会堂入口 - 普済寺上 - 岡部駅
深谷駅は市役所方面のみ停車。

- 6. 岡部シャトル便（南岡経由）
  - 市役所 - （深谷駅） - 萱場（北） - 宿根市営住宅・南公民館入口 - 南岡 - かみはら陸橋（北） - 岡部駅
深谷駅は市役所方面のみ停車。

- 7. 川本経由花園シャトル便
  - 市役所 - 駅入口 - （深谷駅） - 深谷赤十字病院 - 光厳寺 - 人見第1 - 上折之口2 - 田中北 - 武川駅 - 永田駅入口 - 花園荘 - 花園総合支所
深谷駅は市役所方面のみ停車。

深谷 南コース西循環 花園観光バスの車両 三菱ふそう・ローザ 深谷駅前にて（2013年1月）
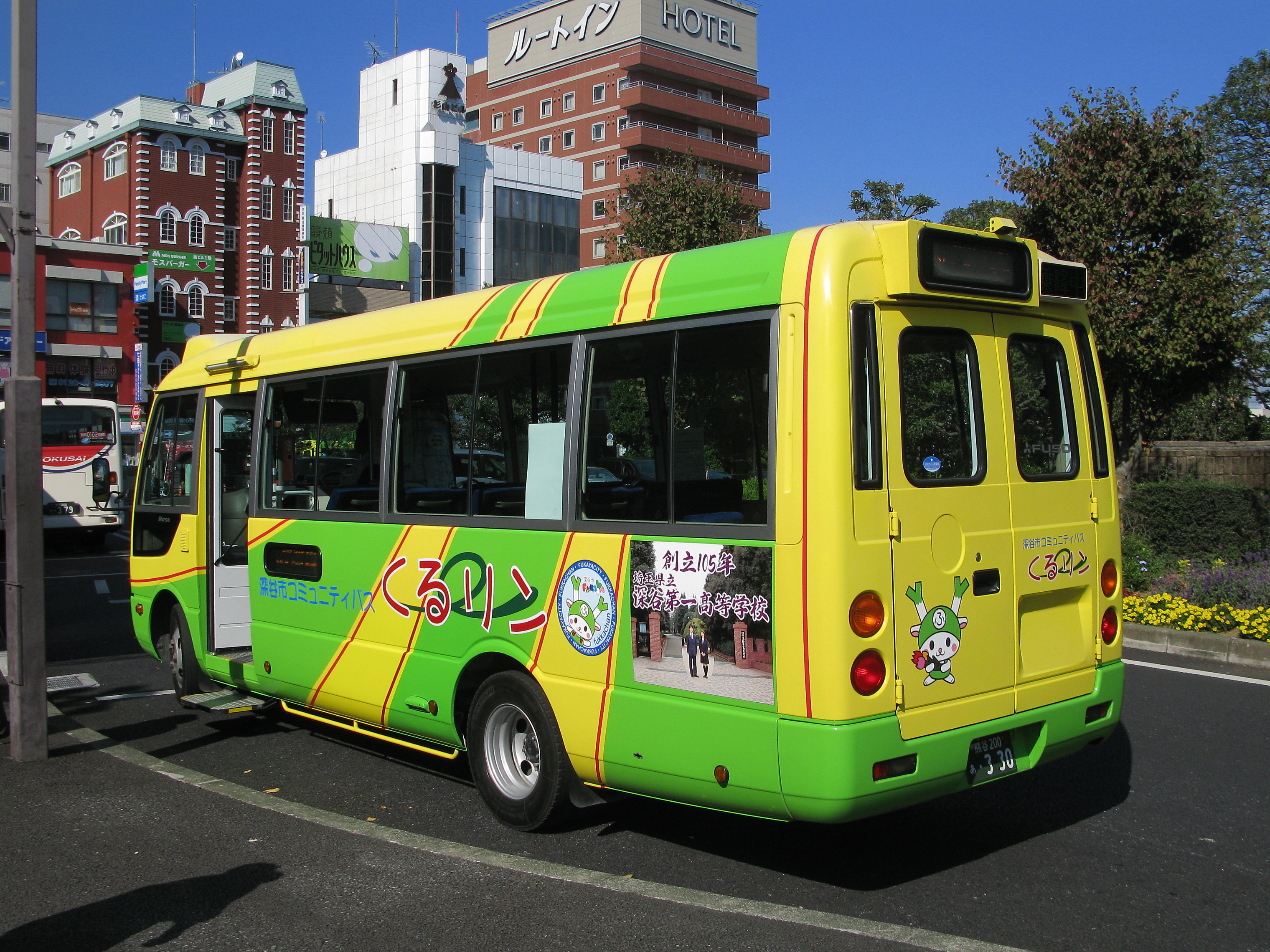
後方には車椅子用リフトを装備 花園観光バスの車両 三菱ふそう・ローザ 深谷駅前にて（2013年1月）

#### 事前予約型路線
- 8. 岡部 北循環
- 9. 岡部 南循環
- 10. 川本 北循環
- 11. 川本 南循環
- 12. 花園 東循環
- 13. 花園・西循環

## 車両

### 現行車両
「ふっかちゃん」ラッピング
- 日野・ポンチョ（くるリン小型バス）
  - 2代目・1ドアショートボディ。東循環便・西循環便で使用
- トヨタ・ハイエース（くるリンワンボックス）
  - 車椅子リフト付き。北部定期便・南部シャトル便、デマンドバスで使用

### 過去の車両
「ふーりっぷファミリー」ラッピング
- 三菱ふそう・ローザ[2]
  - 花園観光バスの車両。LED方向幕付き路線仕様
- 三菱ふそう・エアロミディME（PA-ME17DF、熊谷200か513）
  - 関東自動車の車両。

事前予約型路線（現：デマンドバス）では、乗客4人乗りのセダン型車両を使用していた。